# Portals Vells
Portals Vells (o Portales Viejos) es una localidad española del municipio de Calviá, en la isla de Mallorca. Es colindante con El Toro hacia el oeste, con La Porraza al este, con Son Ferrer al norte y con el mar hacia el sur. La zona se encuentra rodeada por un campo de golf llamado Golf Poniente y un bosque de pinos. La localidad cuenta con una pequeña cala nudista llamada El Mago y otra pequeña cala con dos pequeñas playas. (donde se encuentran las canteras de donde se cree que tallaron bloques de piedra para construir la Seu y que dan nombre al lugar. Uno de los primeros en construirse una vivienda en la zona fue la cantante estadounidense Dina Moore Bowden y su marido en 1932, quedando existente un punto geográfico denominado Sa Punta de Na Dina.

## Topónimo
En época medieval, perteneciendo las canteras al monasterio de Santa María del Carme, los lugareños las llamaron portals, (portales) por su similitud con una gran puerta.

## Historia

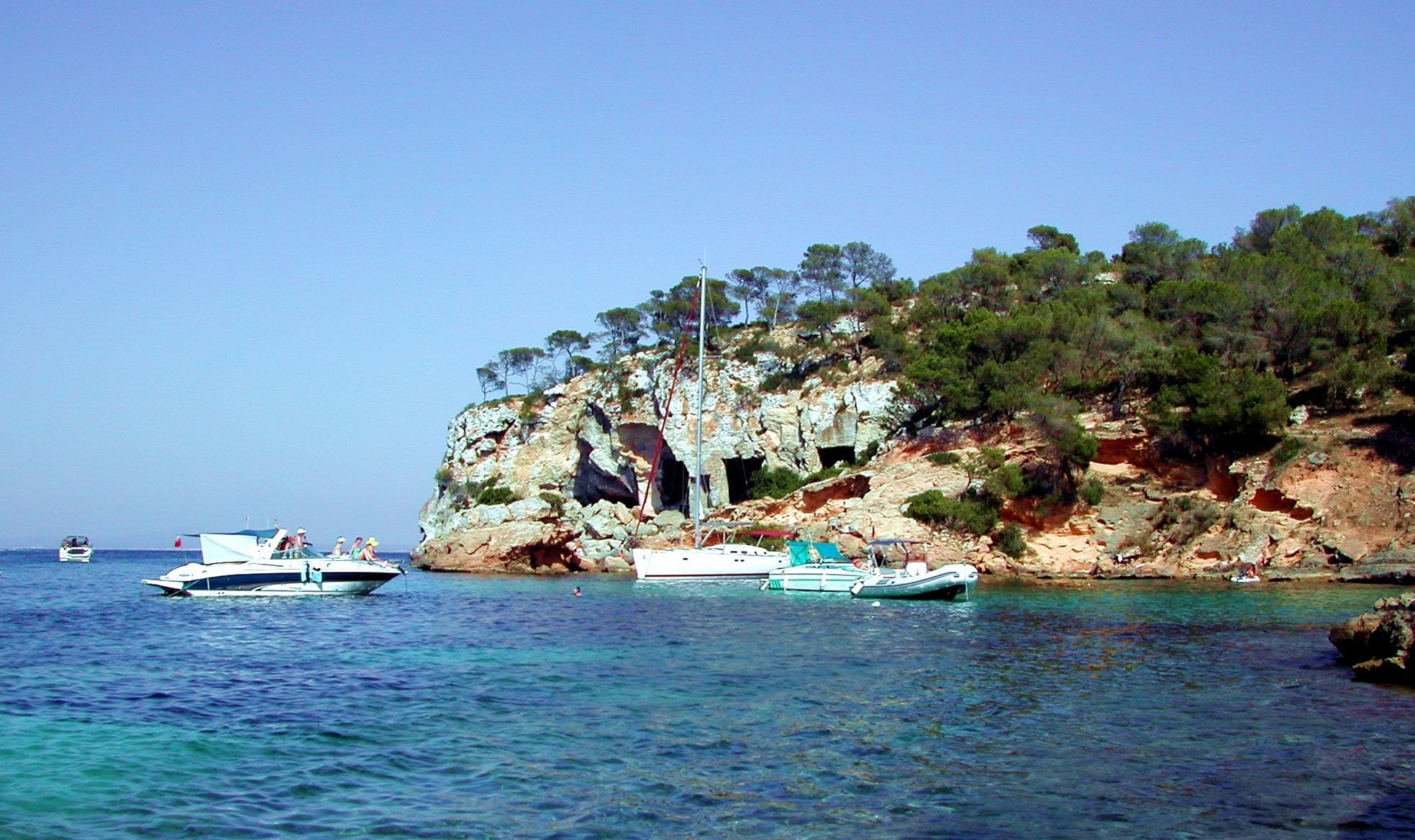
Cala de Portals Vells.

La leyenda narra que en el siglo XV unos navegantes genoveses toparon con un fuerte temporal. El azar los arrastró hacia la bahía de Portals Vells, entraron en la cala a resguardarse y, en agradecimiento, depositaron la imagen de una virgen en una de las cuevas artificiales que los canteros habían abierto en el acantilado para extraer bloques de piedra. Durante el mismo siglo, trasladaron la imagen de la Madre de Dios de Portals a una capilla de la villa de Calviá y, cuenta la leyenda, que cada vez que la colocaban en el lugar, misteriosamente, volvía a la cantera donde por primera vez fue depositada por los marineros. Allí se estuvo venerando hasta 1866, cuando, para hacer más cómoda la visita, trasladaron a la efigie a unos terrenos donde se había construido el nuevo oratorio. 
La cala de El Mago  debe su nombre a una película que se filmó allí en 1967 con Anthony Quinn, Candice Bergen y Michael Caine como protagonistas. En principio la película debía ser rodada en Grecia, pero el golpe de Estado ocurrido ahí, hizo que la productora mudase el escenario y el nuevo lugar escogido fuese Mallorca. Las críticas cinematográficas se deshacían con elogios hacia el precioso lugar del Egeo, hasta que un emigrante mallorquín escribió a las publicaciones para demostrarles que en realidad se trataba de una playa mallorquina y no de un lugar en Grecia.

## Galería

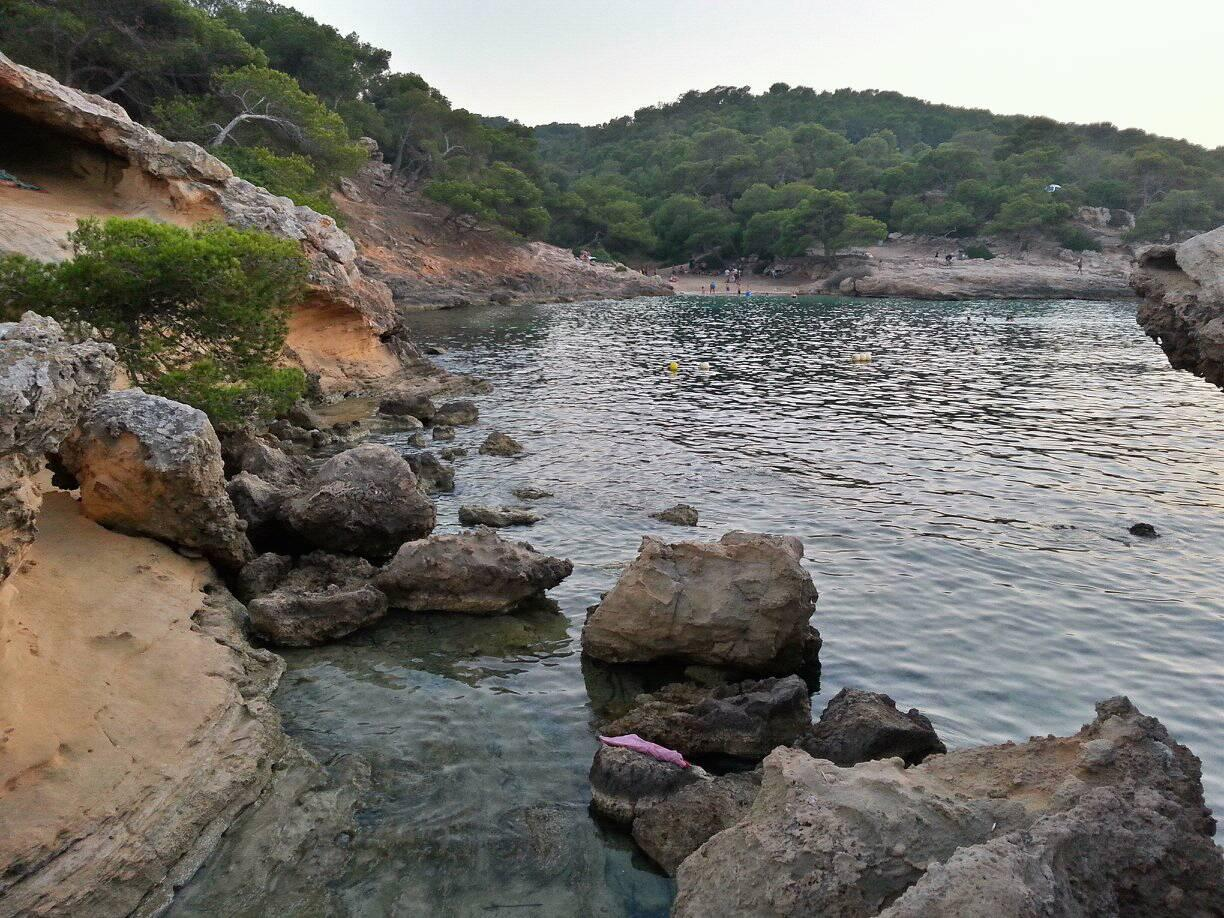
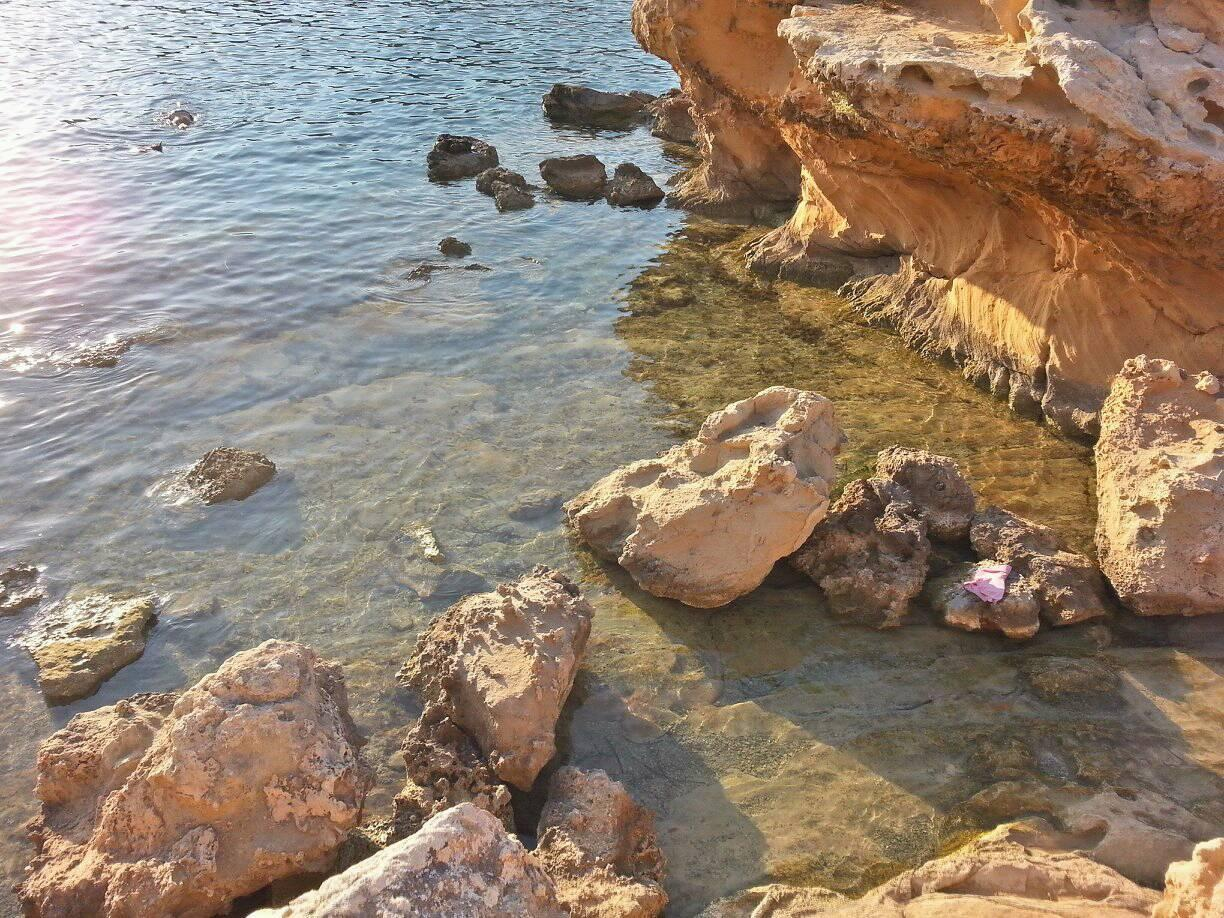
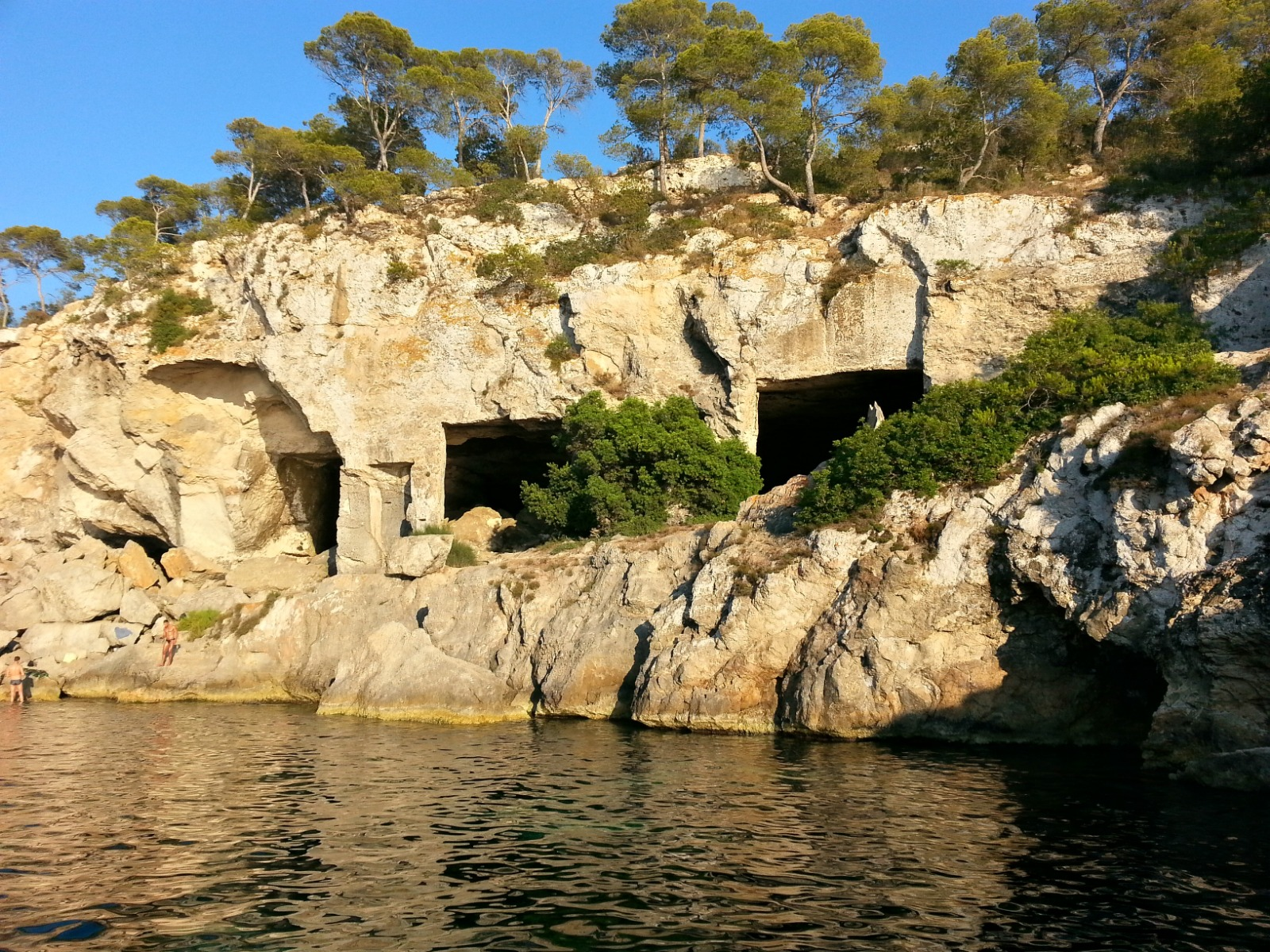
Cuevas de Portals Vells.
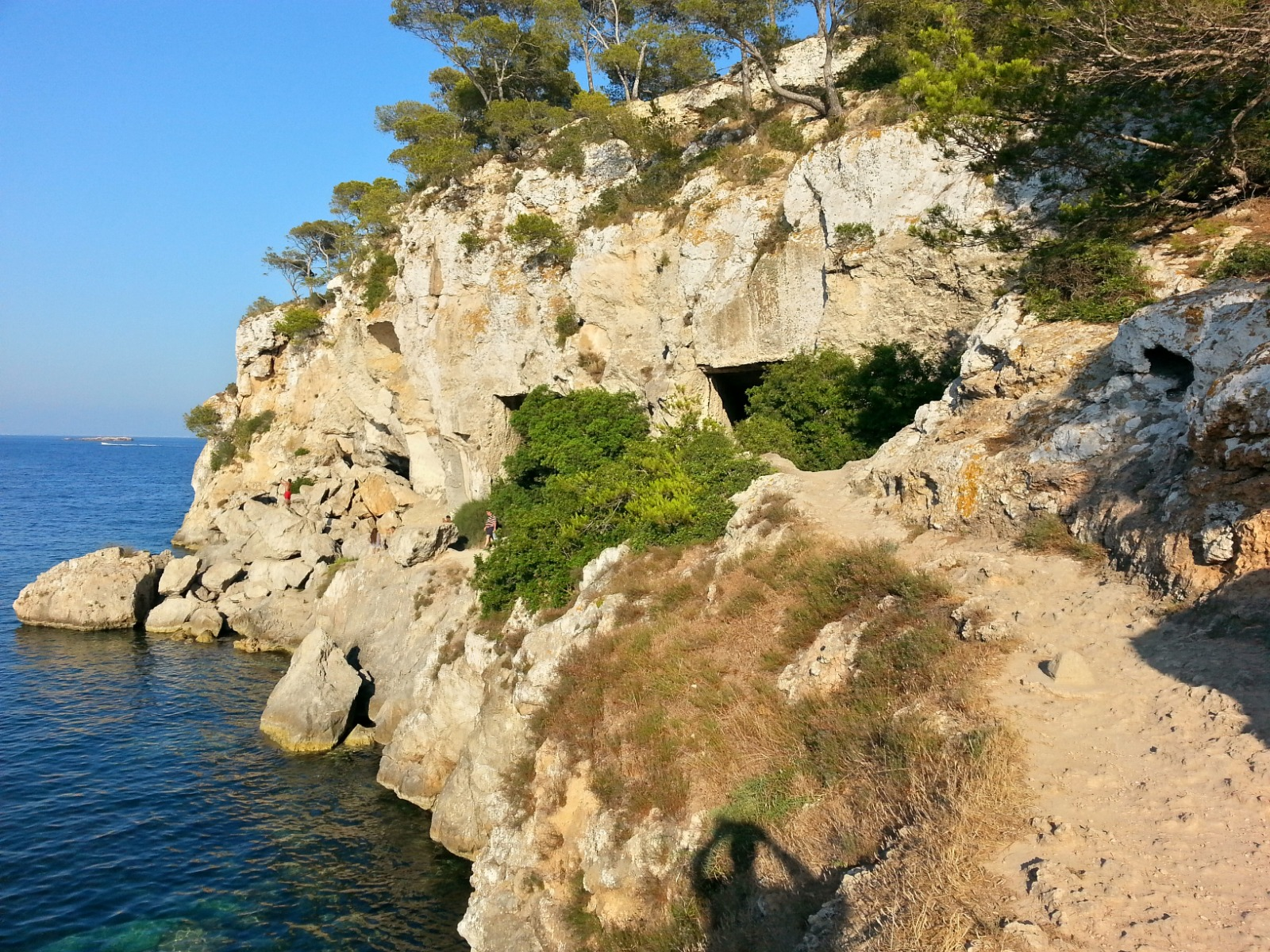
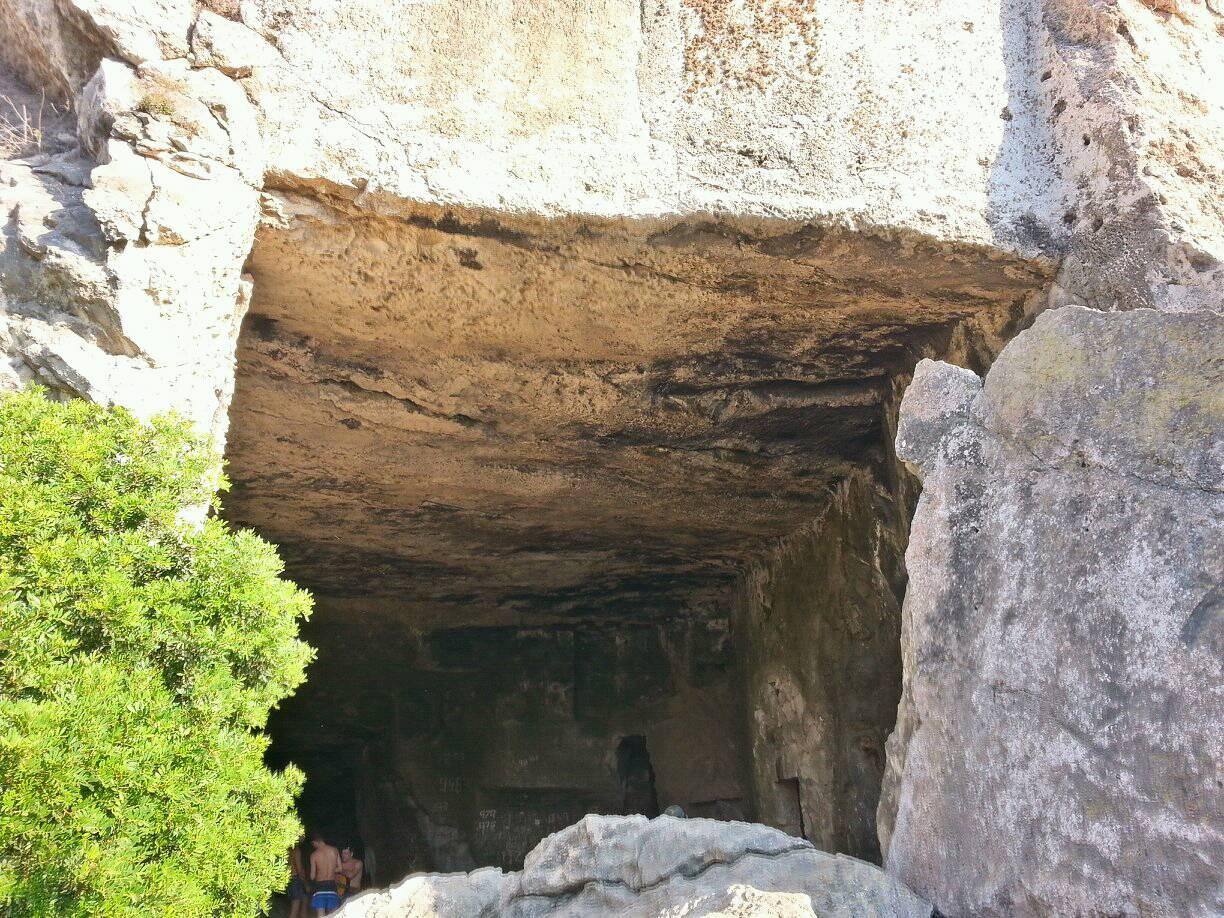
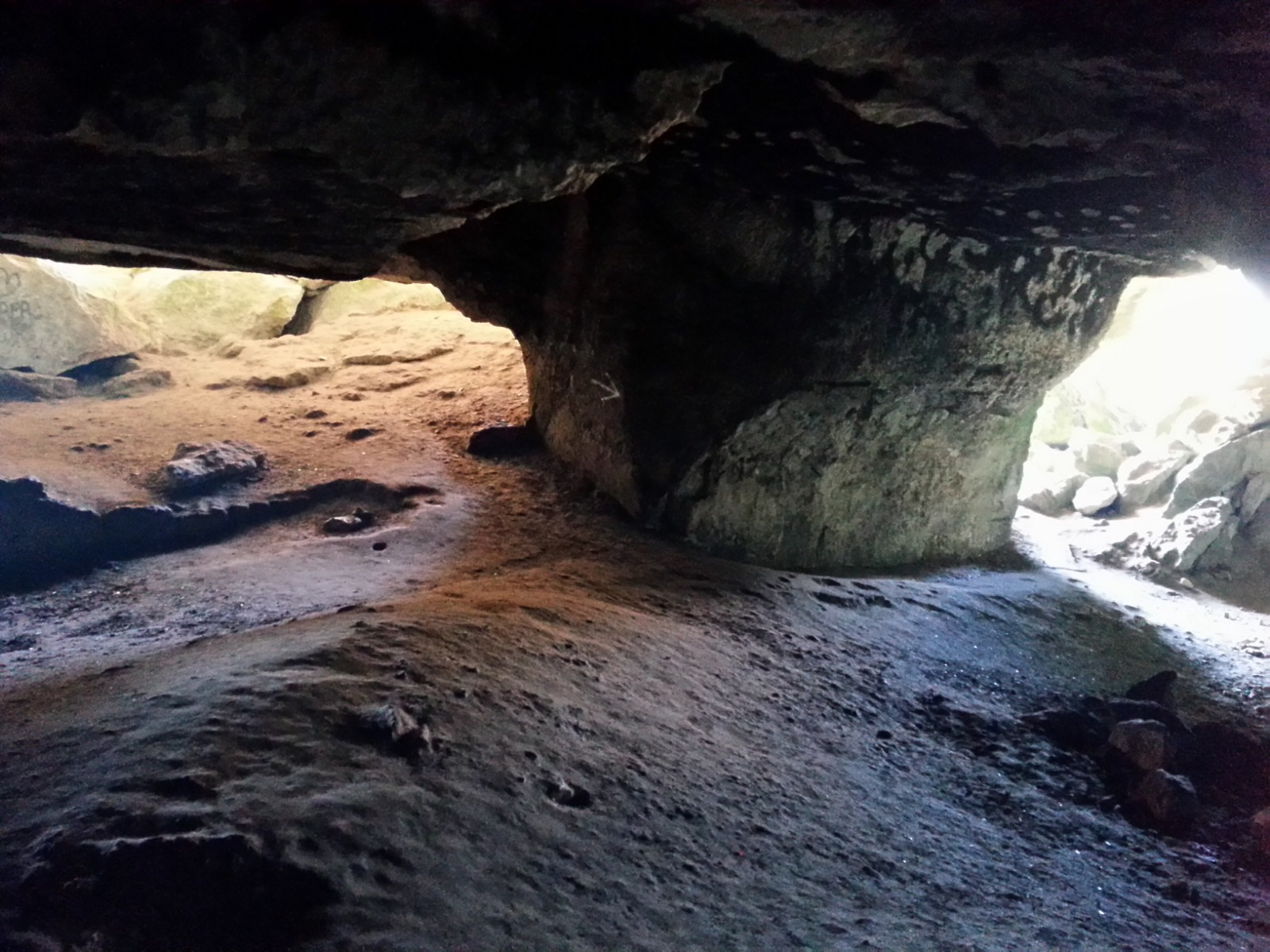
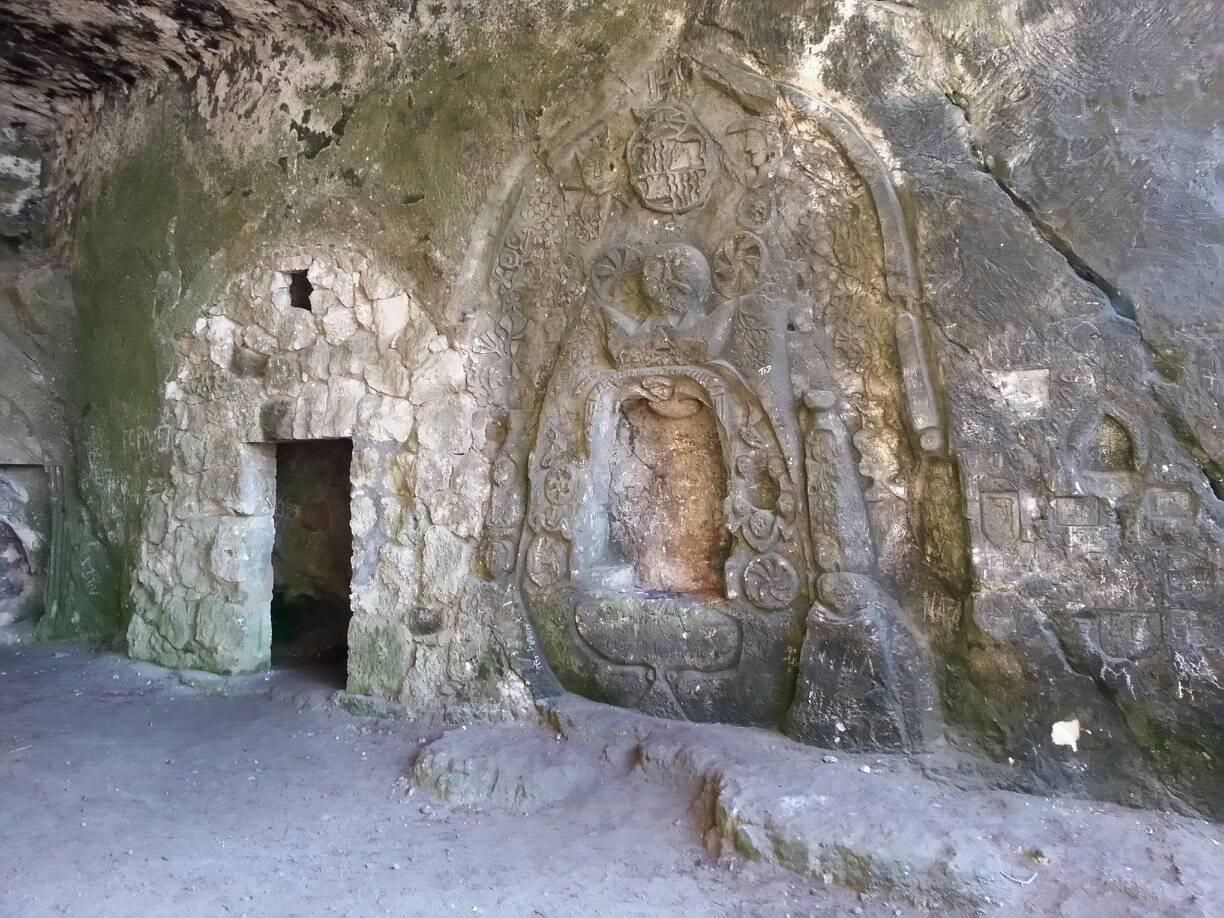